# 真木栗ノ穴
真木栗ノ穴（まきぐりのあな）は、2007年製作の日本映画。
『東京国際映画祭』のある視点部門に出品された作品で2008年10月18日より公開された。

## あらすじ
築40年の安アパートに暮らす作家の真木栗は、官能小説を依頼されるもアイデアが浮かばない。そんなある日、隣の空き部屋をのぞくことが出来る穴を見つけた真木栗は、そこに若い女が引越してくることを妄想し、それをもとに小説を書き始める。やがて、その空き部屋に本当に女が引越しきて、その生活をのぞき見る真木栗は女の虜になっていく……。

## スタッフ
- 製作：江口誠
- 企画･プロデューサー：倉谷宣緒
- 監督・脚本：深川栄洋
- 原作：山本亜紀子 『穴』 （角川ホラー文庫）
- 脚本：小沼雄一
- プロデューサー：丸目博則
- エグゼクティブプロデューサー：今村悦朗
- キャスティング・プロデューサー：岩淵規
- 撮影：高間賢治
- 制作プロダクション：べんてんムービー（ベンテンエンタテインメント）

・キャスティング：メディアンド
- 主題歌：椿 「めぐり逢えたのは夢じゃない」
- 上映時間 110分

## キャスト
- 真木栗勉：西島秀俊
- 水野佐緒里：粟田麗
- 浅香成美：木下あゆ美
- 佐々木譲二：北村有起哉
- 沖本シズエ：キムラ緑子
- 水野貞男：田中哲司
- 赤坂栗生：小林且弥
- 細見貢：尾上寛之
- 秋田健：大橋てつじ
- 森本飽夫：利重剛
- 佐々木譲二の彼女：佐久間麻由
- 杉村一成：谷津勲
- 柴田実：永田耕一
- 飯田時子：松金よね子